# Ixora barberae
Ixora barberae är en måreväxtart som beskrevs av Cornelis Eliza Bertus Bremekamp. Ixora barberae ingår i släktet Ixora och familjen måreväxter. Inga underarter finns listade i Catalogue of Life.